# Aarón Suárez
Aarón René Suárez Zúñiga (Moravia, San José, Costa Rica, 27 de junio de 2002) es un futbolista costarricense que juega como mediocentro ofensivo en la Liga Deportiva Alajuelense de la Primera División de Costa Rica.

## Trayectoria

### Inicios
Aarón Suárez proviene de la comunidad de La Trinidad de Moravia y es menor que sus hermanos Keylor y Byron, con quienes empezó a practicar el fútbol. Cerca de los cinco años de edad, Aarón fue inscrito a una escuela de fútbol cerca de su casa para ir aprendiendo más acerca del deporte, y posteriormente su padre, Mauricio, lo ingresó a las divisiones menores del Deportivo Saprissa ya que este, mientras ejercía como taxista, sirvió un viaje a un visor del cuadro morado y logró el contacto para darle la oportunidad de integrar el equipo. Aarón permaneció en el club hasta que se creó la categoría 2002, jugando desde los diez hasta los diecisiete años. A falta de pocos meses para alcanzar la mayoría de edad, el directivo Agustín Lleida le convenció de integrar el plantel de Alajuelense, a lo cual Suárez tuvo que pensar por más de una semana pero que finalmente aceptó.

### L. D. Alajuelense
Jugaba en el alto rendimiento cuando el entrenador de Alajuelense, Andrés Carevic, convocó a Suárez para disputar la última jornada de la fase regular del Torneo de Clausura 2020, en la que enfrentó como visita a Jicaral. El 10 de junio realizó su debut en la Primera División al reemplazar a Brandon Aguilera en los últimos ocho minutos del empate a dos goles.

### A. D. Juventud Escazuceña
Como resultado del convenio entre Alajuelense y Escazuceña, Suárez fue enviado a este club a préstamo para disputar el Torneo de Apertura 2020 de la Segunda División. Su primer partido lo jugó el 5 de septiembre como titular en la victoria 1-2 de visita sobre Carmelita. Para la siguiente fecha del 14 de septiembre, Aarón convertiría su primer gol de la campaña  al minuto 89' que dio el triunfo a su conjunto por 3-2 ante Santa Ana. Alcanzó catorce participaciones de las cuales concretó dos goles.

### L. D. Alajuelense
A partir de enero de 2021, Suárez se reintegró al primer equipo de Alajuelense. Debutó en el Torneo de Clausura en la segunda jornada contra Limón, jugando quince minutos tras entrar de cambio por Carlos Mora y donde el partido terminó 0-2 a favor de su club. El 3 de febrero conquistó su primer título en la institución mediante la victoria contra el Deportivo Saprissa por 3-2 en la final de Liga Concacaf. El 9 de abril hizo su primera anotación en la máxima categoría sobre Grecia, para guiar al cuadro liguista al triunfo por 1-4.

## Selección nacional

### Categorías inferiores
El 23 de abril de 2019, Suárez fue convocado a la Selección Sub-17 de Costa Rica del técnico Cristian Salomón, para disputar el Campeonato de la Concacaf de la categoría. Aarón portó la dorsal «10» en el torneo y debutó como titular en el primer partido contra Panamá (2-2), de la misma manera apareció en el once inicial frente a Curazao (0-3) y permaneció en la suplencia en el último duelo ante Surinam (0-6). El 9 de mayo su selección venció a Nicaragua por 2-1 en los octavos de final, pero tres días después cayó en penales frente a Canadá, por lo que se quedó sin la oportunidad de asistir al Mundial de Brasil de ese año.

#### Participaciones en juveniles
| Competición                           | Sede           | Resultado        | Partidos | Goles |
| ------------------------------------- | -------------- | ---------------- | -------- | ----- |
| Campeonato Sub-17 de la Concacaf 2019 | Estados Unidos | Cuartos de final | 4        | 0     |

### Selección absoluta
El 6 de noviembre de 2021, Aarón fue convocado por primera vez a la Selección de Costa Rica, dirigida por Luis Fernando Suárez, para enfrentar los duelos de la eliminatoria hacia la Copa del Mundo. Su debut internacional se produjo el 12 de noviembre, en el Commonwealth Stadium enfrentando al combinado de Canadá. El futbolista participó los últimos siete minutos de la derrota por 1-0.

#### Participaciones internacionales
| Evento                                  | Sede                    | Resultado      | Partidos | Goles |
| --------------------------------------- | ----------------------- | -------------- | -------- | ----- |
| Liga de Naciones de la Concacaf 2022-23 | Concacaf                | Fase de grupos | 2        | 1     |
| Copa de Oro de la Concacaf 2023         | Estados Unidos · Canadá | Fase de grupos | 3        | 1     |

#### Participaciones en eliminatorias
| Eliminatoria               | Sede  | Resultado   | Partidos | Goles |
| -------------------------- | ----- | ----------- | -------- | ----- |
| Clasificación Mundial 2022 | Catar | Clasificado | 3        | 0     |

## Estadísticas

### Clubes
Actualizado al último partido jugado el 19 de junio de 2022.
| L. D. Alajuelense · Costa Rica |               |               |    |   |   |   |   |    |    |   |
| 1.ª | 2019-20       | 1             | 0  | — | — | — | — | 1  | 0  |   |
| Total club | Total club    | 1             | 0  | — | — | — | — | 1  | 0  |   |
| A. D. Juventud Escazuceña · Costa Rica |               |               |    |   |   |   |   |    |    |   |
| 2.ª | 2020-21       | 14            | 2  | — | — | — | — | 14 | 2  |   |
| Total club | Total club    | 14            | 2  | — | — | — | — | 14 | 2  |   |
| L. D. Alajuelense · Costa Rica |               |               |    |   |   |   |   |    |    |   |
| 1.ª | 2020-21       | 11            | 2  | — | — | 1 | 0 | 12 | 2  |   |
| 1.ª | 2021-22       | 44            | 5  | 1 | 0 | 2 | 0 | 47 | 5  |   |
| Total club | Total club    | 55            | 7  | 1 | 0 | 3 | 0 | 59 | 7  |   |
| Total carrera | Total carrera | Total carrera | 70 | 9 | 1 | 0 | 3 | 0  | 74 | 9 |
| (1) Incluye datos de la Supercopa de Costa Rica (2021). (2) Incluye datos de la Liga Concacaf (2021) / Liga de Campeones de la Concacaf (2021). (3) No incluye goles en partidos amistosos. |               |               |    |   |   |   |   |    |    |   |

## Palmarés

### Títulos nacionales
| Título                       | Club              | País       | Año  |
| ---------------------------- | ----------------- | ---------- | ---- |
| Torneo de Copa de Costa Rica | L. D. Alajuelense | Costa Rica | 2023 |
| Recopa de Costa Rica         | L. D. Alajuelense | Costa Rica | 2024 |

### Títulos internacionales
| Título                           | Club              | Sede     | Año  |
| -------------------------------- | ----------------- | -------- | ---- |
| Liga Concacaf                    | L. D. Alajuelense | Alajuela | 2020 |
| Copa Centroamericana de Concacaf | L. D. Alajuelense | Alajuela | 2023 |
| Copa Centroamericana de Concacaf | L. D. Alajuelense | Alajuela | 2024 |

### Distinciones individuales
| Distinción                                                                              | Año  |
| --------------------------------------------------------------------------------------- | ---- |
| Incluido en el once ideal de la Segunda División de Costa Rica del Torneo Apertura 2020 | 2020 |
| Mejor jugador sub-20 del de la Primera División de Costa Rica del Torneo Apertura 2021  | 2022 |
| Jugador revelación de la Liga Concacaf 2022                                             | 2022 |
| Mejor jugador de la Copa Centroamericana de Concacaf 2023                               | 2023 |
| Incluido en el once ideal de la Copa Centroamericana de Concacaf 2023                   | 2023 |

## Vida privada
Los celebración de los goles realizados por Aarón Suárez es una pose de la serie de anime de Naruto de un jutsu.